# Конопацький Євген Гнатович
Конопацький Євген Гнатович (26 січня 1886, м. Луцьк, Волинська область — 19 жовтня 1962, Париж. Франція) — український та російський живописець і графік, відомий художник і теоретик російського авангарду (історично термін «російський авангард» стосується мистецтва всіх країн, що входили до складу Росії/СРСР на початку XX століття).

## Життєпис
Учасник київських та херсонських мистецьких виставок від 1910-х рр. У 1914 році він організував авангардистську виставку «Кільце» в Києві, разом з Олександрою Екстер та Олександром Богомазовим.
Від 1917 — у Парижі.
З 1925 року Євген Конопацький виставлявся в Парижі, в Товаристві незалежних художників. За іншими даними — з 1923 до 1940 рр..
З 1927 року виставляв свої картини в Salon d'Automne
1929 р. — в Парижі проілюстрував книгу «История одного контролера».
1933 р. — член Херсонського товариства любителів витонченого мистецтва, секції художників Союзу діячів російського мистецтва у Франції. Працював адвокатом.
1937 р. — керує курсами ужиткового мистецтва у Російському народному університеті в Парижі.
1940 р. — бере участь у діяльності товариства «Ікона».
1951 р. — у Парижі розробив обкладинку книги «Вдвоем» В. Корсака.